# العلاقات النيوزيلندية الهايتية
العلاقات النيوزيلندية الهايتية هي العلاقات الثنائية التي تجمع بين نيوزيلندا وهايتي.

## مقارنة بين البلدين
هذه مقارنة عامة ومرجعية للدولتين:
| وجه المقارنة                                              | نيوزيلندا                                              | هايتي                                |
| --------------------------------------------------------- | ------------------------------------------------------ | ------------------------------------ |
| المساحة (كم2)                                             | 268.02 ألف                                             | 27.75 ألف                            |
| عدد السكان (نسمة)                                         | 4.24 مليون                                             | 10.98 مليون                          |
| الكثافة السكانية (ن./كم²)                                 | 15.82                                                  | 395.68                               |
| العاصمة                                                   | ويلينغتون، أوكلاند                                     | بورت أو برانس                        |
| اللغة الرسمية                                             | لغة إنجليزية، اللغة الماورية، لغة الإشارة النيوزيلندية | لغة فرنسية، اللغة الكريولية الهايتية |
| العملة                                                    | دولار نيوزيلندي، الجنيه النيوزيلندي                    | جوردة هايتية                         |
| الناتج المحلي الإجمالي (بليون دولار)                      | 205.85 مليار                                           | 8.41 مليار                           |
| الناتج المحلي الإجمالي (تعادل القوة الشرائية) بليون دولار |                                                        | 18.82 مليار                          |
| الناتج المحلي الإجمالي الاسمي للفرد دولار أمريكي          |                                                        | 818                                  |
| الناتج المحلي الإجمالي للفرد دولار أمريكي                 |                                                        | 1.73 ألف                             |
| مؤشر التنمية البشرية                                      | 0.914                                                  | 0.483                                |
| رمز المكالمات الدولي                                      | +64                                                    | +509                                 |
| رمز الإنترنت                                              | .nz                                                    | .ht                                  |
| المنطقة الزمنية                                           | ت ع م+13:00، ت ع م+12:00                               | 00                                   |

## منظمات دولية مشتركة
يشترك البلدان في عضوية مجموعة من المنظمات الدولية، منها:
| علم المنظمة | اسم المنظمة                               | تاريخ انضمام نيوزيلندا | تاريخ انضمام هايتي |
| ----------- | ----------------------------------------- | ---------------------- | ------------------ |
|             | البنك الدولي للإنشاء والتعمير             | 31 أغسطس 1961          | 8 سبتمبر 1953      |
|             | منظمة التجارة العالمية                    | ?                      | ?                  |
|             | المركز الدولي لتسوية المنازعات الاستشارية | 2 مايو 1980            | 26 نوفمبر 2009     |
|             | منظمة حظر الأسلحة الكيميائية              | ?                      | ?                  |
|             | الأمم المتحدة                             | 24 أكتوبر 1945         | 24 أكتوبر 1945     |
|             | منظمة الشرطة الجنائية الدولية             | ?                      | ?                  |
|             | وكالة ضمان الاستثمار متعدد الأطراف        | 22 أبريل 2008          | 11 ديسمبر 1996     |
|             | يونسكو                                    | 4 نوفمبر 1946          | 18 نوفمبر 1946     |
|             | مؤسسة التنمية الدولية                     | 1 أكتوبر 1974          | 13 يونيو 1961      |
|             | مؤسسة التمويل الدولية                     | 31 أغسطس 1961          | 20 يوليو 1956      |
|             | الاتحاد البريدي العالمي                   | ?                      | ?                  |
|             | الاتحاد الدولي للاتصالات                  | 3 يونيو 1878           | 10 أكتوبر 1927     |

## وصلات خارجية
- موقع وزارة الخارجية النيوزيلندية
- موقع وزارة الخارجية الهايتية